# Gewelfschotel

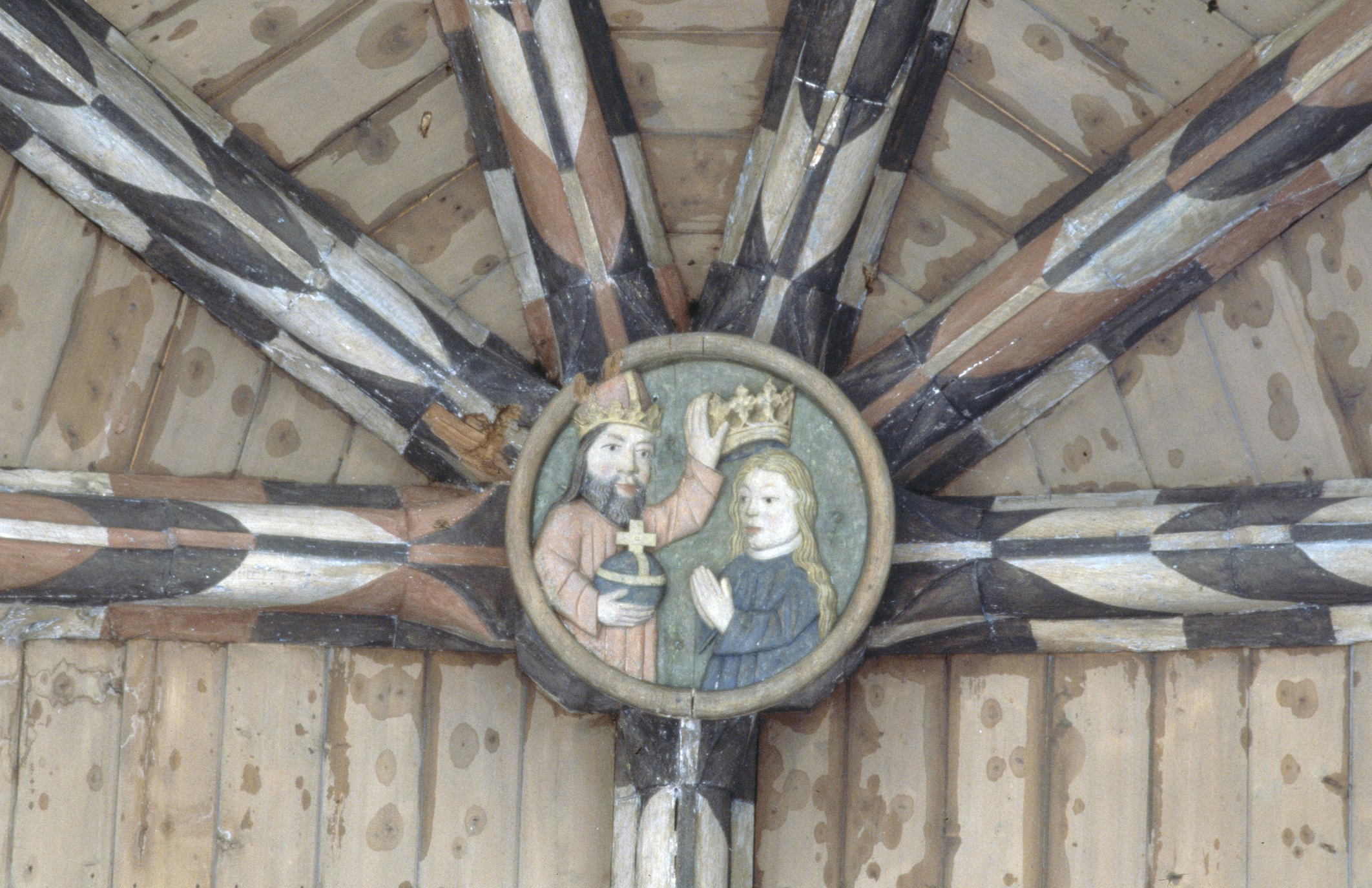
Een gewelfschotel met de verbeelding van de kroning van Maria in de kerk van Nisse.

Met een gewelfschotel wordt een ornament bedoeld dat zich soms aan gewelven bevindt op de plaats waar de gewelfribben samenkomen. De gewelfschotel kan beschilderd of gebeeldhouwd zijn.
Het betreft vaak ronde medaillons met daarop de afbeelding van een of andere heilige, een wapenschild, een gestileerd bloemmotief of iets dergelijks.